# Eslovénia
A Eslovénia (português europeu) ou Eslovênia (português brasileiro) (em esloveno: Slovenija, pronunciado AFI: [slɔˈʋèːnija]), oficialmente República da Eslovénia (em esloveno: Republika Slovenija, pronunciado AFI: [rɛˈpùːblika slɔˈʋèːnija] (escutarⓘ)), é um pequeno país da Europa Central, limitado a norte pela Áustria, a leste pela Hungria, a leste e a sul pela Croácia e a oeste pela Itália e pelo mar Adriático. O país está localizado no encontro de quatro grandes regiões europeias: a região dos Alpes, a dinárica, a panónica e a mediterrânica.
Ao longo de sua história, o país fez parte do Império Romano, do Império Bizantino, da República de Veneza, do Ducado de Carantânia (o actual norte esloveno), do Sacro Império Romano-Germânico, da Monarquia de Habsburgo, do Império Austríaco (a partir de 1866, Império Austro-Húngaro), do Reino dos Sérvios, Croatas e Eslovenos (depois Reino da Jugoslávia) e da República Socialista Federativa da Jugoslávia de 1945 até finalmente conquistar sua independência em 1991.
A sua capital é Liubliana, que também é a mais populosa cidade do país. Faz parte da União Europeia desde 2004, e é também o único ex-país comunista a fazer parte ao mesmo tempo da União Europeia, do Acordo de Schengen, da Zona Euro, da Organização para a Segurança e Cooperação na Europa, do Conselho da Europa e da Organização do Tratado do Atlântico Norte. Nos últimos anos, apresentou uma significativa melhoria em seus indicadores socioeconômicos, refletido por seu Índice de Desenvolvimento Humano, da ordem de 0,902, o 24° maior do mundo em 2018, segundo a Organização das Nações Unidas.

## História

### Pré-História à colonização eslava
O território esloveno foi povoado em tempos pré-históricos e há indícios de ocupação humana de há cerca de 250 mil anos. Talvez o mais importante achado é uma flauta, supostamente o mais antigo instrumento musical conhecido no mundo, descoberto na caverna Divje Babe perto de Cerkno, datado da era glacial Würm, quando a área era habitada pelos Neandertais.
No período de transição entre a Idade do Bronze à Idade do Ferro, a cultura floresceu. Numerosos vestígios arqueológicos que datam do período de Hallstatt foram encontrados na Eslovênia. Novo Mesto, um dos mais importantes sítios arqueológicos da cultura Hallstatt, foi apelidado de "Cidade de Situlas", após inúmeras situlas encontradas na área.
Na Idade do Ferro, a atual Eslovénia era habitada por tribos ilírias e celtas até ao século I a.C., quando os romanos conquistaram a região, estabelecendo as províncias da Panónia e Nórica. O que é hoje a Eslovénia ocidental foi incluído diretamente sob a Itália Romana, como parte da região X Venetia et Histria. Os romanos estabeleceram postos em Emona (Liubliana), Petóvio (Ptuj) e Celeia (Celje) e construíram rotas comerciais e militares que cortavam o território esloveno da Itália à Panônia.
Nos séculos V e VI, a área foi exposta a invasões de hunos e de germanos durante as suas incursões na península Itálica. Após a saída da última tribo germânica — os lombardos — para a Itália em 568 d.C., os eslavos orientais começaram a dominar a área. Após a resistência bem-sucedida contra os nômades asiáticos ávaros (623  626 d.C.), os eslavos uniram-se com a confederação tribal do rei Samo. A confederação desfez-se em 658 e os povos eslavos, localizados na atual Caríntia, formaram o Ducado Independente da Carantânia.

### Antiguidade
Os celtas chegaram à região durante os séculos IV e III a.C., fundando o Reino Nórico. Por volta do século I a.C., esse reino foi anexado pelo Império Romano, que fundou as cidades de Emona, Celeia e Petóvio. No século V d.C., ocorreu a divisão do Império Romano, fazendo com que o território esloveno ficasse, juntamente com o croata, no Império Romano do Ocidente. No século VI, chegaram os eslavos, povo que daria origem ao país. Estes fundaram o primeiro estado eslavo, o Ducado de Carantânia, na região da actual Caríntia.

### Século XX
Após o final da Segunda Guerra Mundial em 1945, As repúblicas da
Sérvia, Croácia, Montenegro, Bosnia e Herzegovina, Macedônia e Eslovênia formaram a República Socialista Federativa da Jugoslávia.

#### Separação
Em 1990, após a realização das primeiras eleições multipartidárias na Jugoslávia, a Eslovénia decidiu separar-se da Federação Jugoslava.

### Actual
Em 1991, a Eslovénia foi reconhecida pela União Europeia, à qual aderiu em 1 de maio de 2004.

## Geografia
A Eslovênia tem uma extensão territorial de 20 273 km2, localizada no centro europeu. Faz fronteira com a Croácia (600 km), Áustria (299 km), Itália (218 km) e Hungria (94 km), e tem uma área costeira de 46,6 km, no mar mediterrâneo. Além da costa do mediterrâneo e uma planície no nordeste, a maior parte do território tem altitude elevada, com picos alpinos, planaltos e cordilheiras, e entre esses vales e bacias aráveis. Falhas tectônicas cruzam o país, responsáveis pelo terremoto ocorrido em 1895, que danificou a capital.

### Características físicas

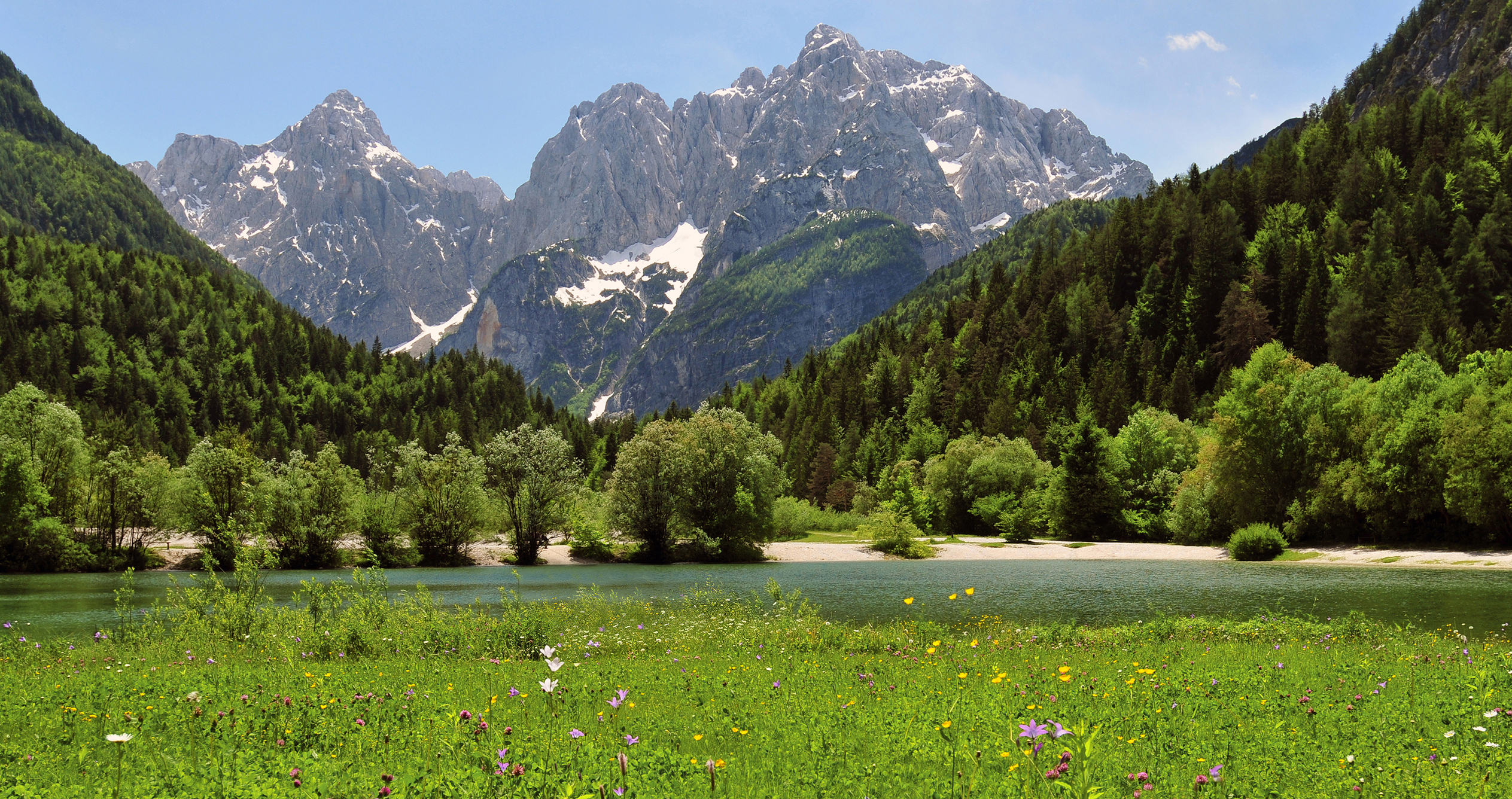
Vista dos montes Prisojnik e Razor, nos Alpes Julianos

O país contém 4 principais zonas fisiográficas. Os Alpes são uma delas, ocupando 40% da área territorial. No norte e noroeste, ao longo da fronteira com a Áustria e a Itália, estão os altos alpes, onde é possível encontrar o ponto culminante do país, o monte Triglav, com 2 864 m de altitude. Em menor altitude comparado aos altos alpes, é possível encontrar uma região subalpina, na qual se destaca a serra de Pohorje, localizada ao sul do rio Drava. Ao sul dessa região, está situada a capital, assim como a cidade industrial de Kranj. Outra região fisiográfica é o Kras, ou Karst, na região sudoeste do país, caracterizada pelas cavernas e rios subterrâneos. Embora contenha 25% do território nacional, abriga apenas uma pequena parte da população eslovena. A região da subpanônia é uma área fértil, localizada no leste e nordeste da Eslovênia, que inclui os vales dos rios Sava, Drava e Mura. Abriga as cidades de Maribor e Celje. A última região é denominada Primorska, e consiste no litoral esloveno, abrigando a principal cidade portuária do país, Koper.
A maior parte dos rios eslovenos fluem em direção ao rio Danúbio. O rio Sava origina-se nos Alpes Julianos, passando por Ljubliana em direção à Croácia, seu vale servindo como corredor ferroviário que vai à Zagreb e Belgrado. O rio Drava entra na Eslovênia pelo estado austríaco da Caríntia, e o Mura pela Estíria. Ambos convergem na Croácia, onde fluem, assim como o Sava, para o Danúbio. No oeste, o rio Soča origina-se abaixo do monte Triglav, e desagua no golfo de Veneza, na Itália. Devido ao terreno relativamente íngremes do país, os rios têm curso rápido, o que cria potencial hidrelétrico. A poluição hídrica é um problema atual.

### Clima
As condições climáticas da Eslovênia permitem a divisão em três zonas: uma de clima continental, no nordeste, clima alpino em regiões montanhosas e clima sub-mediterrâneo em áreas ao longo da costa. As maiores diferenças de temperatura ocorrem no nordeste do país, onde há a influência do clima continental; consequentemente, a área de menor variação térmica é a região litorânea. A região mais fria do país é a alpina. A inversão térmica é comum nas áreas mais continentais do território. Devido à diferença das zonas climáticas, há grande variação em relação à precipitação em diferentes regiões: há áreas com precipitação anual de 3 500 mm e outras com 800 mm. Os Alpes Julianos são a área com maior precipitação, e as regiões continentais tem a menor quantidade. O número de dias com pelo menos 1 mm de precipitação varia entre 90 e 130. A ocorrência de neve é comum, embora seja possível perceber uma redução da quantidade dela.
Embora receba precipitação suficiente, há a ocorrência de ocasionais secas de verão, havendo sido registradas 4 em um período de 15 anos. A região nordeste do país é a mais susceptível à secas, e no litoral na região de Karst secas de verão são comuns e ocorrem devido à fatores geológicos. As enchentes podem ocorrer em qualquer período do ano, porém são mais comuns durante o outono, e deslizamentos de terra são gerados ocasionalmente como consequência indireta dessas enchentes. O risco de geadas varia de acordo com a região, sendo mais comum em áreas planas e menos comum em áreas onde o relevo facilita a circulação do vento.

## Demografia

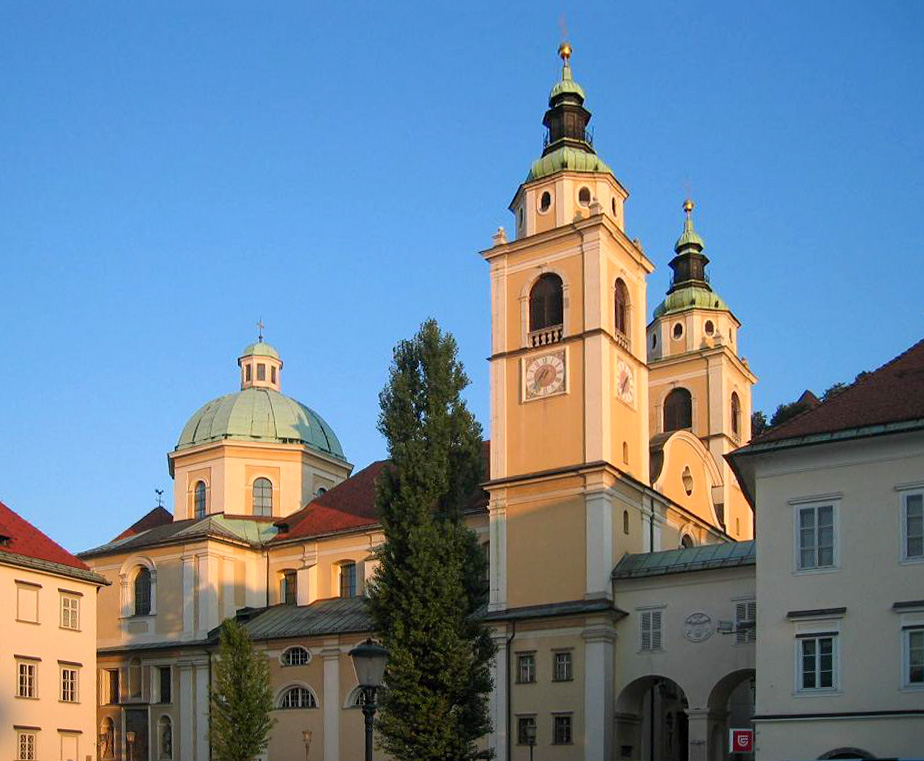
, Liubliana

A população total estimada em 2008 era 2 023 358 habitantes, o que faz da Eslovénia o 145.º país mais populoso do mundo.
Com 99 hab./km2, a Eslovénia aparece entre os países europeus de menor densidade populacional (comparada à Holanda, com 320 hab./km2, e à Itália, com 195 hab./km2). A região de Notranjska-Kras possui a mais baixa densidade populacional, enquanto a região central eslovena possui a mais alta. 48% da população vive em centros urbanos e 52% em zonas rurais.

### Etnicidade
A maioria da população (83,06%) declarou-se eslovena em censo realizado em 2002. A seguir, aparecem habitantes declarados como sendo de países da antiga Jugoslávia, como sérvios (1,98%), croatas (1,81%) e bósnios (1,10%).

### Idioma
O idioma oficial do país é o esloveno, que integra o grupo de línguas eslavas. O húngaro e o italiano possuem status de língua oficial em algumas regiões de grandes misturas étnicas ao longo das fronteiras com a Itália e a Hungria.

### Religião
Eslovenos são, em sua maioria, tradicionalmente cristã (91%). De acordo com a mais recente pesquisa do Eurobarómetro de 2005, 37% dos cidadãos eslovenos responderam que "acreditam na existência de um Deus", 46% responderam que "acreditam na existência de algum tipo de espírito ou força sobrenatural" e 16% que "não acreditam em nenhum tipo de espírito, Deus ou força sobrenatural".
Dados mais concretos dos censos de 2002 mostram que 61% dos eslovenos são cristãos, na sua maioria católicos, sendo 57,8% da população seguidora desta vertente do cristianismo. Seguem-se os muçulmanos, que correspondem a 2,4% dos eslovenos; os ortodoxos, que são 2,3% da população, 0,9% seguem outras vertentes cristãs, 3,5% não se encontram filiados com nenhuma religião, outras religiões e religião desconhecida corresponde a 23% e ainda 10,1% declaram-se não religiosos.

## Política
A Eslovénia é uma república parlamentarista, possuindo na figura de chefe de governo o seu primeiro-ministro.

## Forças Armadas

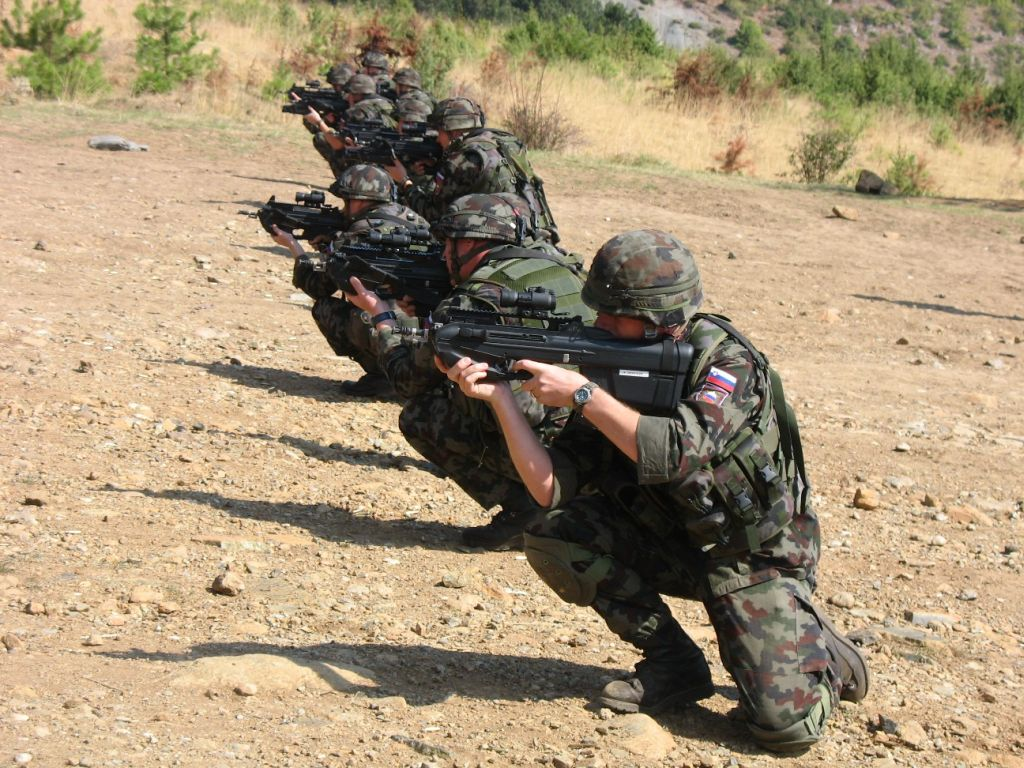
Militares eslovenos durante um exercício de treinamento

As Forças Armadas da Eslovênia são a principal força de defesa do país. Desde o fim da conscrição em 2003, foi reorganizada como um exército profissional e voluntário. O comandante-em-chefe é o Presidente da República, enquanto o comando operacional fica sob controle do Chefe do Estado-Maior das forças armadas. Em 2008, a Eslovênia gastava cerca de 1,5% do seu PIB em defesa. Desde que se juntou a OTAN, militares eslovenos participam de missões de paz pelo mundo, principalmente em apoio a ações humanitárias. Entre diversas operações, o exército esloveno participou de missões na Bósnia e Herzegovina, Kosovo e Afeganistão.
De acordo com o Índice Global da Paz, a Eslovênia é um dos países mais pacíficos do mundo.

## Economia

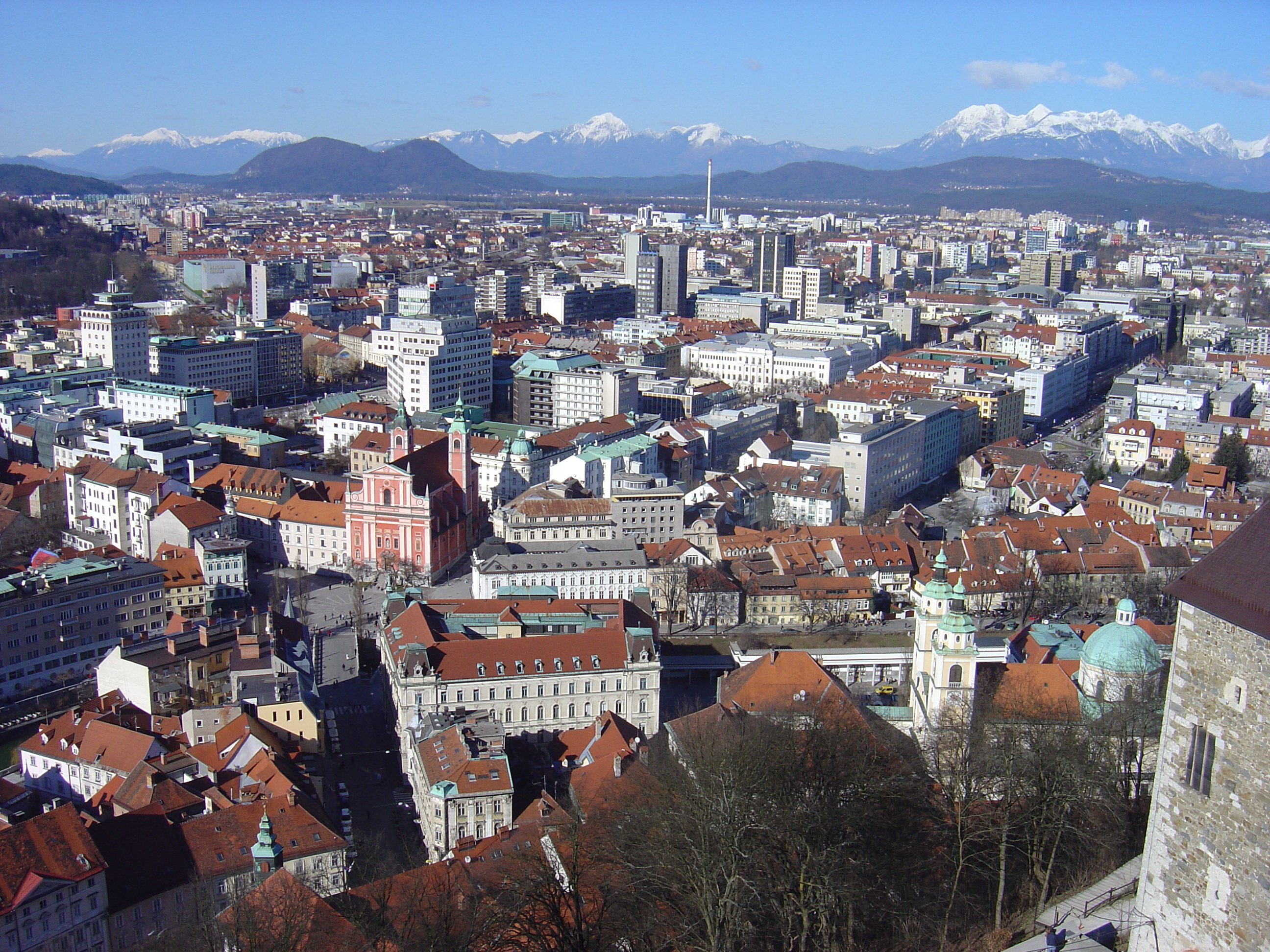
Liubliana, capital económica e administrativa da Eslovénia

A moeda vigente na Eslovénia é o euro. Até o país passar a integrar a zona da moeda, a oficial era o tolar. A mudança aconteceu em 1 de janeiro de 2007.
A indústria do país concentra-se principalmente na produção de produtos químicos, componentes de automóveis, produtos metálicos, aparelhos e utensílios eléctricos, mobiliário e têxteis.
Enquanto era integrada à Jugoslávia, o sistema económico tinha, como uma de suas principais características, o regime "social" de propriedade. Com a independência em 1991, foi iniciado o processo de transição, priorizando a estabilidade em relação a reformas. Devido a isso, houve um ritmo mais lento para se executarem privatizações.
Desde 1997, o crescimento médio do Produto Interno Bruto é de 4,2% por ano. Em 2001, o crescimento foi quase todo ocasionado pelas exportações.

## Cultura

### Literatura

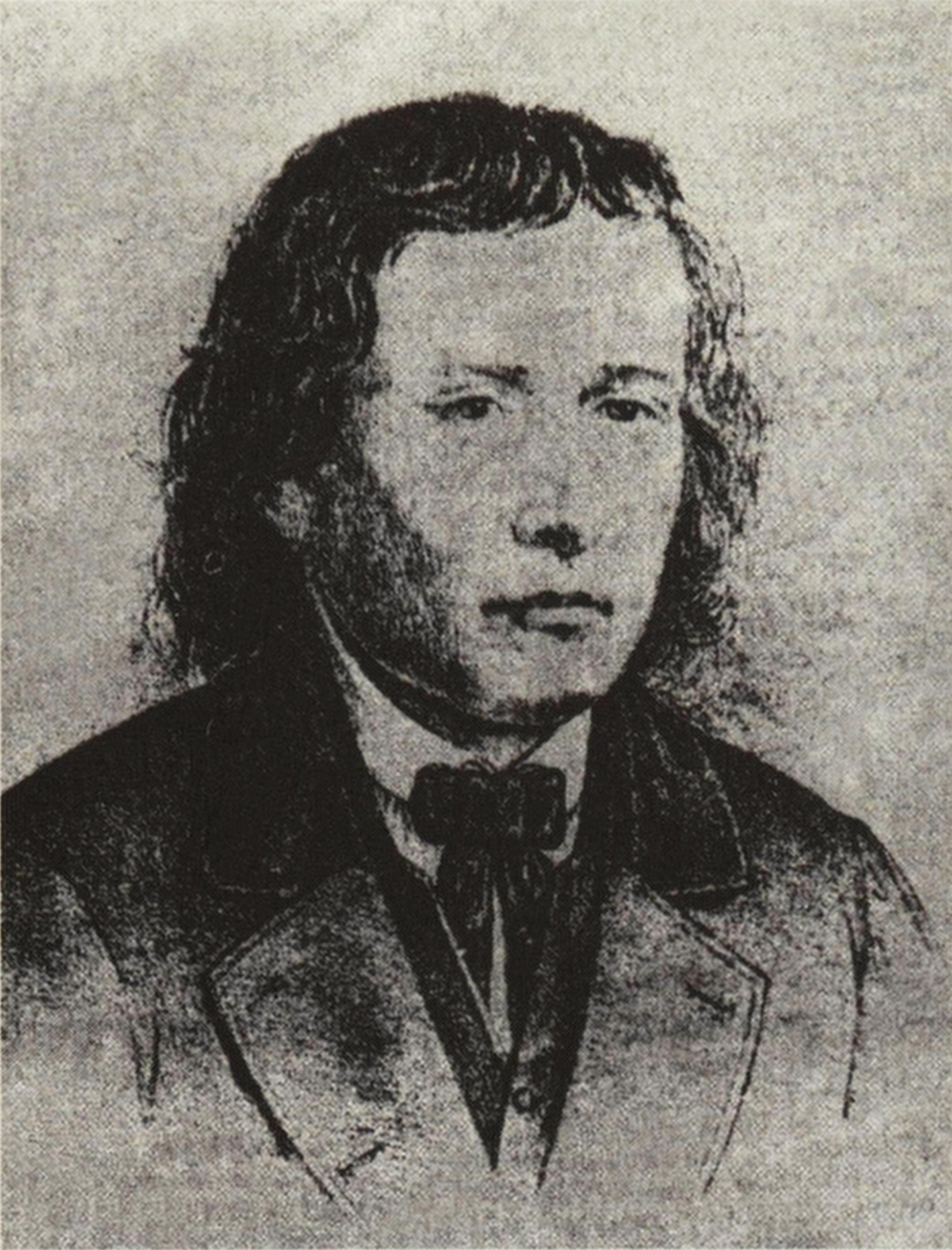
France Prešeren, considerado o poeta nacional da Eslovénia

Os primeiros livros a serem publicados na Eslovénia foram de autoria do reformador protestante Primož Trubar (1508–1586), sendo um sobre catequismo e o outro um abecedário, ambos publicados em 1550 em Tübingen, Alemanha.
A parte central do país, Carniola, foi descrita no livro "A glória do Ducado de Carniola" (em alemão: Die Ehre deß Herzogthums Crain), publicado em 1689 pelo Barão Janez Vajkard Valvasor (1641–1693).
Alguns dos principais mestres da literatura eslovena foram os poetas France Prešeren (1800–1849), Srečko Kosovel, Edvard Kocbek e Dane Zajc, assim como os escritores Ivan Cankar (1876–1918) e Vladimir Bartol. Alojz Rebula, Drago Jančar, Boris Pahor, Tomaž Šalamun e Aleš Debeljak são os grandes nomes da literatura contemporânea eslovena, enquanto que Aleš Šteger é uma das maiores revelações dos últimos anos. Os pintores eslovenos mais importantes são Anton Ažbe, Ivana Kobilca, Rihard Jakopič, Božidar Jakac, Avgust Černigoj e Zoran Mušič. O filósofo Slavoj Žižek é um dos maiores pensadores do século XXI e mundialmente reconhecido como tal. Os arquitectos eslovenos de maior renome são: Jože Plečnik e Max Fabiani.

### Música
Na Eslovénia, nasceram ou viveram numerosos músicos e compositores, incluindo o compositor renascentista Jacobus Gallus (1550–1591), cujo trabalho teve grande influência na música clássica da Europa Central, e o violista virtuoso Giuseppe Tartini. Durante o século XX, Bojan Adamič foi o mais influente compositor de trilhas sonoras e Ivo Petrić (nascido em 16 de junho de 1931), um compositor de música clássica europeia.

### Cinema
O cinema esloveno possui mais de cem anos de tradição, onde Karol Grossmann, Janko Ravnik, Ferdo Delak, France Štiglic, Mirko Grobler, Igor Pretnar, France Kosmač, Jože Pogačnik, Matjaž Klopčič, Jane Kavčič, Jože Gale, Boštjan Hladnik e Karpo Godina são os mais importantes realizadores. Os directores de filmes Janez Burger, Jan Cvitkovič, Damjan Kozole, Janez Lapajne e Maja Weiss são os mais notáveis representantes do chamado "renascimento do cinema esloveno".

### Ciência e tecnologia
Outros eslovenos famosos incluem o químico e vencedor do Prémio Nobel Friderik Pregl, o médico Joseph Stefan, os filósofos Slavoj Žižek e Milan Komar, o linguista Franc Miklošič, o médico Anton Marko Plenčič, o matemático Jurij Vega, o sociólogo Thomas Luckmann, o teólogo Anton Strle e o engenheiro Herman Potočnik.

### Feriados
| Data           | Nome em português                                    | Nome local                                                                    | Observações |
| -------------- | ---------------------------------------------------- | ----------------------------------------------------------------------------- | --- |
| 1 e 2          | Ano-novo                                             | novo leto                                                                     | |
| 8 de Fevereiro | Dia de Prešeren, Feriado cultural esloveno           | Prešernov dan, slovenski kulturni praznik                                     | dia da morte do poeta esloveno France Prešeren                                                                          |
| -              | Páscoa Domingo e Segunda-feira                       | velika noč in velikonočni ponedeljek                                          | data variável |
| 27 de Abril    | Dia da Revolta contra a Ocupação                     | dan upora proti okupatorju                                                    | marca o dia em que foi criado a frente de libertação, em 1941, contra a ocupação alemã, italiana e húngara na Eslovénia |
| 1 e 2          | Dia do trabalho                                      | praznik dela                                                                  | |
| -              | Pentecostes                                          | binkoštna nedelja                                                             | data variável |
| 25 de Junho    | Dia de Independência da Eslovênia                    | dan državnosti                                                                | Comemora a proclamação da independência em 1991                                                                         |
| 15 de Agosto   | Dia da Assunção de Maria                             | Marijino vnebovzetje (veliki šmaren)                                          | |
| 17 de Agosto   | União dos eslovenos em Prekmurje com o dia da Pátria | dan združitve prekmurskih Slovencev z matičnim narodom po prvi svetovni vojni | |
| 15 de Setembro | Reconquista de Primorska ao dia da Pátria            | dan vrnitve Primorske k matični domovini                                      | |
| 31 de Outubro  | Dia da Reforma protestante                           | dan reformacije                                                               | |
| 1 de Novembro  | Dia de todos os santos                               | dan spomina na mrtve                                                          | anteriormente chamado de Dia dos mortos (dan mrtvih)                                                                    |
| 23 de Novembro | Dia de Rudolf Maister                                | dan Rudolfa Maistra                                                           | |
| 25 de Dezembro | Natal                                                | božič                                                                         | |
| 26 de Dezembro | Dia da Independência e União                         | dan neodvisnosti in enotnosti                                                 | Comemora a proclamação da independência após o plebiscito em 1990                                                       |

### Desporto

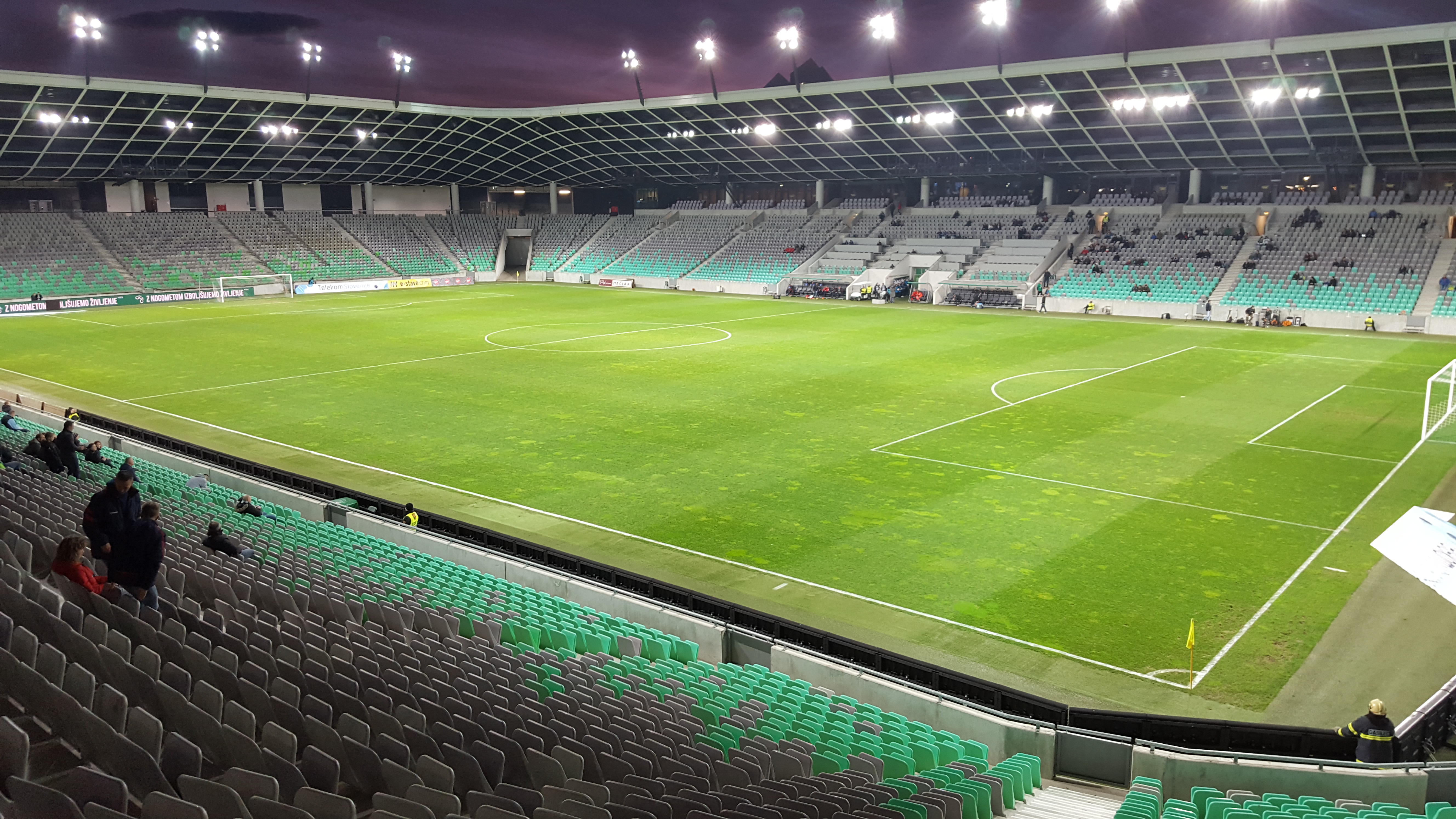
Estádio Stožice em Liubliana

Assim como na maioria dos países do mundo, o desporto mais praticado na Eslovénia é o futebol, seguido do basquetebol e do hóquei no gelo. As selecções de futebol e de basquetebol garantiram vaga para os respectivos mundiais em 2010. Nos Jogos Olímpicos, os eslovenos já conquistaram o total de 15 medalhas em Jogos de verão e 7 medalhas em Jogos Olímpicos de Inverno.